# Joaquín Cosío

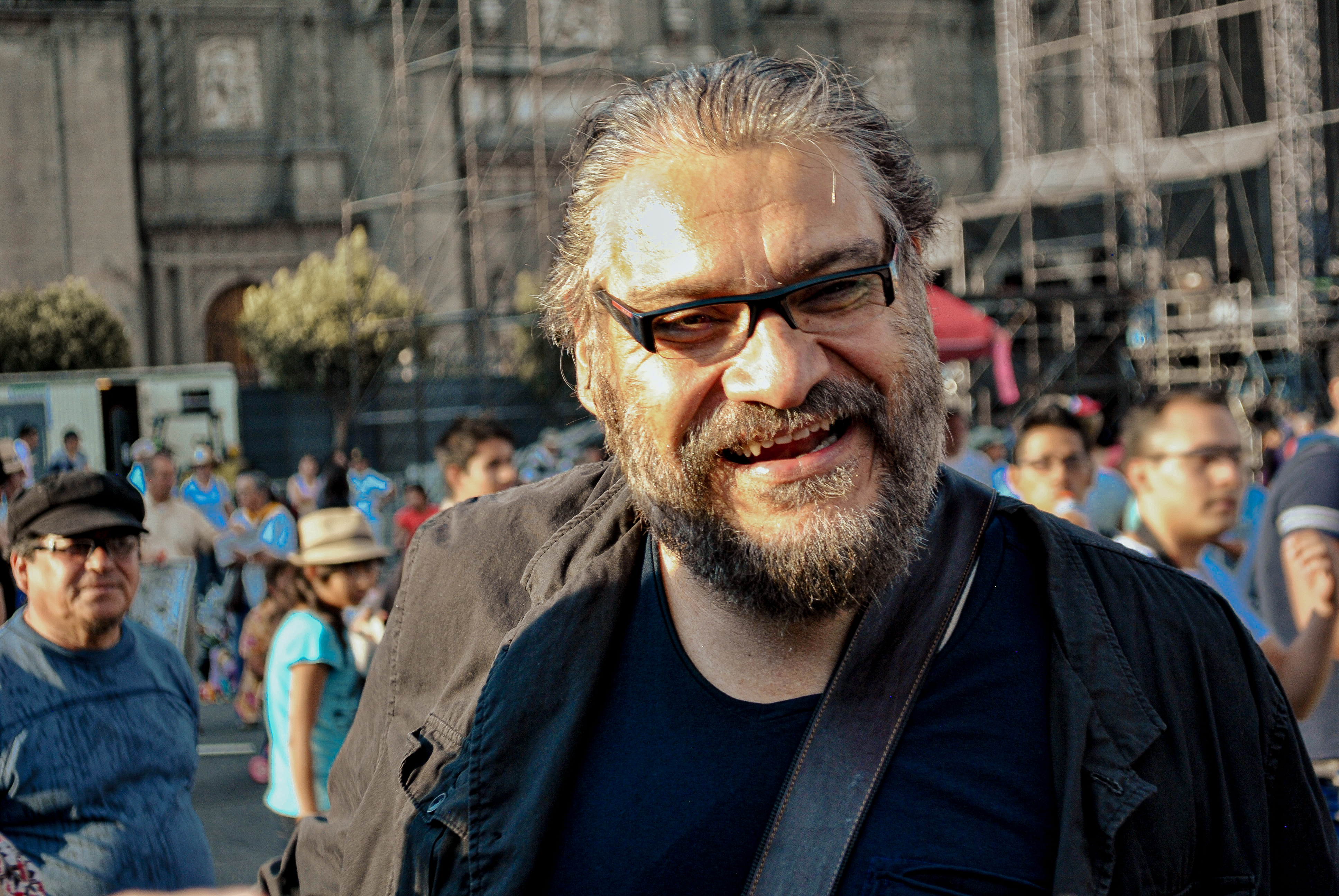
Joaquín Cosío (2012)

Joaquín Cosío (* 1962 in Tepic, Nayarit) ist ein mexikanischer Schauspieler.
Einem internationalen Publikum wurde Cosío bekannt, als er 2008 eine Nebenrolle in Ein Quantum Trost übernahm und die Rolle Generals Medrano spielte, einen abgesetzten Diktatoren aus Bolivien, der seine alte Macht zurückerlangen will.

## Filmografie (Auswahl)
- 2002: Una de dos
- 2003: Sin ton ni Sonia
- 2004: Matando Cabos
- 2005: El otro José
- 2006: El mundo maravilloso
- 2007: La verdadera pasión
- 2007: Hitgirl
- 2008: Violanchelo
- 2008: James Bond 007: Ein Quantum Trost (Quantum of Solace)
- 2009: Das Paradies der Mörder (El traspatio)
- 2010: El mar muerto
- 2010: El Narco – Willkommen in der Drogenhölle (El infierno)
- 2010: Sucedió en un día
- 2010: Te presento a Laura
- 2010: Eastbound & Down (Fernsehserie)
- 2011: Salvando al Soldado Pérez
- 2011: Entre la noche y el día
- 2011: A Better Life
- 2011: El Diez (Fernsehserie)
- 2011: Pastorela
- 2012: Marcelo
- 2012: Savages
- 2015–2016 The Strain (Fernsehserie)
- 2015: Miss Bodyguard – In High Heels auf der Flucht (Hot Pursuit)
- 2018: Narcos: Mexico (Fernsehserie)
- 2018: Spider-Man: A New Universe (Spider-Man: Into the Spiderverse, Stimme)
- 2019: Rambo: Last Blood
- 2021: The Suicide Squad
- 2023: Cassandro

## Auszeichnungen
Nominierung
- 2005: Silver Ariel als Bester männlicher Nebendarsteller für Matando Cabos

Gewonnen
- 2011: Silver Ariel als Bester männliche Nebendarsteller für El infierno